# Carl Traugott Beilschmied
Carl Traugott Beilschmied, né le 19 octobre 1793 à Langenöls et mort le 6 mai 1848 à Herrnstadt, est un pharmacien et botaniste prussien, connu pour ses recherches en phytogéographie. 

## Biographie
Avant 1820, il s'est formé et a travaillé dans des pharmacies à Bytom, Wrocław et Berlin. Il a ensuite étudié à l'Université rhénane Frédéric-Guillaume de Bonn, où il est passé sous l'influence de Christian Gottfried Daniel Nees von Esenbeck. En 1822, il a commencé à travailler en tant qu'intérimaire dans une pharmacie à Oława, en devenant le directeur en 1826. En 1837, il reçut un doctorat honorifique de l'Université de Wrocław et, l'année suivante, devint membre de la Académie Léopoldine. 
En tant que taxonomiste, il a décrit plusieurs sous-familles botaniques. Le genre Beilschmiedia a été nommé en son honneur par Nees von Esenbeck. 

## Publications
En 1834, il publia une traduction allemande du Nixus plantarum de John Lindley, intitulée Nixus plantarum. Die Stämme des Gewächsreiches. Il existe d'autres travaux notables associés à Beilschmied : 
- Ueber einige bei pflanzengeographischen Vergleichungen zu berücksichtigende Punkte, dans Anwendung auf die Flora Schlesiens, 1829 – Sur certains points de comparaison phytogéographiques concernant la flore silésienne[5].
- Pflanzengeographie, nach Alexander von Humboldt's werke ueber die geographische Vertheilhung der Gewächse, 1831 – Plant geography, d'après les travaux d'Alexander von Humboldt sur le Vertheilhung géographique des plantes.
- Die geographischen und historischen verhältnisse der eichen- und der birken-familie en Italie (avec Joakim Frederik Schouw ), 1850 – Les conditions géographiques et historiques des familles du chêne et du bouleau en Italie[6].